# María Constanza Cerúndolo
María Constanza Cerúndolo (Buenos Aires, 19 de junio de 2000) es una jugadora argentina de hockey sobre césped que se desempeña como mediocampista en Belgrano Athletic Club y en las juveniles de la selección de hockey de Argentina.

## Carrera
Tras salir campeona del Campeonato Panamericano Juvenil 2018 en Guadalajara de modalidad hockey 5, formó parte con el dorsal 4 de la selección de Argentina para el torneo de hockey 5 de los Juegos Olímpicos de la Juventud de Buenos Aires 2018. Marcó siete goles en el torneo, cuatro en la victoria 21-0 ante Vanuatu y uno en la victoria 4-0 ante Sudáfrica en la fase de grupos. Los dos restantes los marcó en la victoria de semifinales ante Sudáfrica por 11-0. Obtuvo la medalla de oro al salir Argentina campeón del torneo.